# کاراکتر.ای‌‌آی
کاراکتر.ای‌‌آی (به انگلیسی: Character.ai_ مخفف: c.ai) سرویس چت‌بات مبتنی بر مدل زبانی شبکه عصبی مصنوعی هست که می‌تواند متون شبه‌انسانی بسازد و در مکالمات متنی شرکت کند.
این سرویس توسط نوام شزیر (Noam Shazeer) و دانیل دی فریتاس (Daniel De Freitas) ساخته شد که هر دو از توسعه‌دهندگان مدل زبانی لمدا شرکت گوگل بودند. نسخه آزمایشی کاراکتر ای‌ آی در سپتامبر ۲۰۲۲ برای عموم منتشر شد.  در ۲۴ سپتامبر ۲۰۲۴، نسخه آزمایشی از دسترس خارج شد.
کاربران می‌توانند در سرویس کاراکتر ای‌ آی، شخصیت (کاراکتر) بسازند، مشخصاتشان را تعیین کنند و با آنها به گفت‌وگو بپردازند. همچنین‌ امکان به اشتراک گذاشتن شخصیت‌ها با سایر کاربران وجود دارد. بسیاری از شخصیت‌ها برگرفته از شخصیت‌های داستانی یا افراد مشهور هستند؛ اگرچه برخی نیز از شخصیتی برگرفته نشده‌اند و به اصطلاح «اوریجینال» هستند. دیگر شخصیت‌ها نیز با هدف خاصی ساخته شد‌ند؛ مانند کمک به کاربر در نویسندگی، یا همراهی در بازی‌های متنی.
در مه ۲۰۲۳ اپلیکیشن کاراکتر ای آی در گوگل پلی و اپ استور منتشر، و همچنین امکان خرید اشتراک به سرویس اضافه شد. اپلیکیشن کاراکتر ای آی در هفته اول انتشار خود، بیشتر از ۱/۷ میلیون بار دانلود شد.

## تاریخچه
کاراکتر ای‌آی در نوامبر ۲۰۲۱ به ثبت رسید. بنیانگذاران این شرکت، نوام شزیر و دانیل دی فریتاس، از مهندسان سابق گوگل بودند. شزیر در حین همکاری با پروژه‌های ای‌آی گوگل، از نویسندگان برجسته مقاله مهم Attention Is All You» Need» بود؛ و دی فریتاس نیز از طراحان پیشرو پروژه ای‌آی آزمایشی گوگل بود که بعدها به عنوان لمدا شناخته شد.
در زمان ساخت کاراکتر ای آی در سال ۲۰۲۱ مبلغ ۴۳ میلیون دلار سرمایه جمع آوری شد. اولین نسخه آزمایشی سرویس کاراکتر ای آی در سپتامبر ۲۰۲۲ برای عموم منتشر شد. طبق گزارش واشینگتن پست «در سه هفته ابتدایی انتشار نسخه آزمایشی صدها هزار کاربر ثبت نام کردند». 
پس از یک دوره تامین بودجه ۱۵۰ میلیون دلاری در مارس ۲۰۲۳، ارزش کاراکتر ای‌آی تقریبا یک میلیارد دلار شد. در ژانویه ۲۰۲۴، وبسایت این سرویس روزانه ۵/۳ میلیون نفر بازدید داشت که بیشتر بازدیدکنندگان بین شانزده تا سی سال داشتند. در سال ۲۰۲۴، شرکت گوگل مدیر عامل کاراکتر ای آی نوام شزیر را استخدام کرد. گوگل همچنین برای استفاده از فناوری این سرویس، قرارداد غیر انحصاری منعقد کرد.

## نرم‌افزار

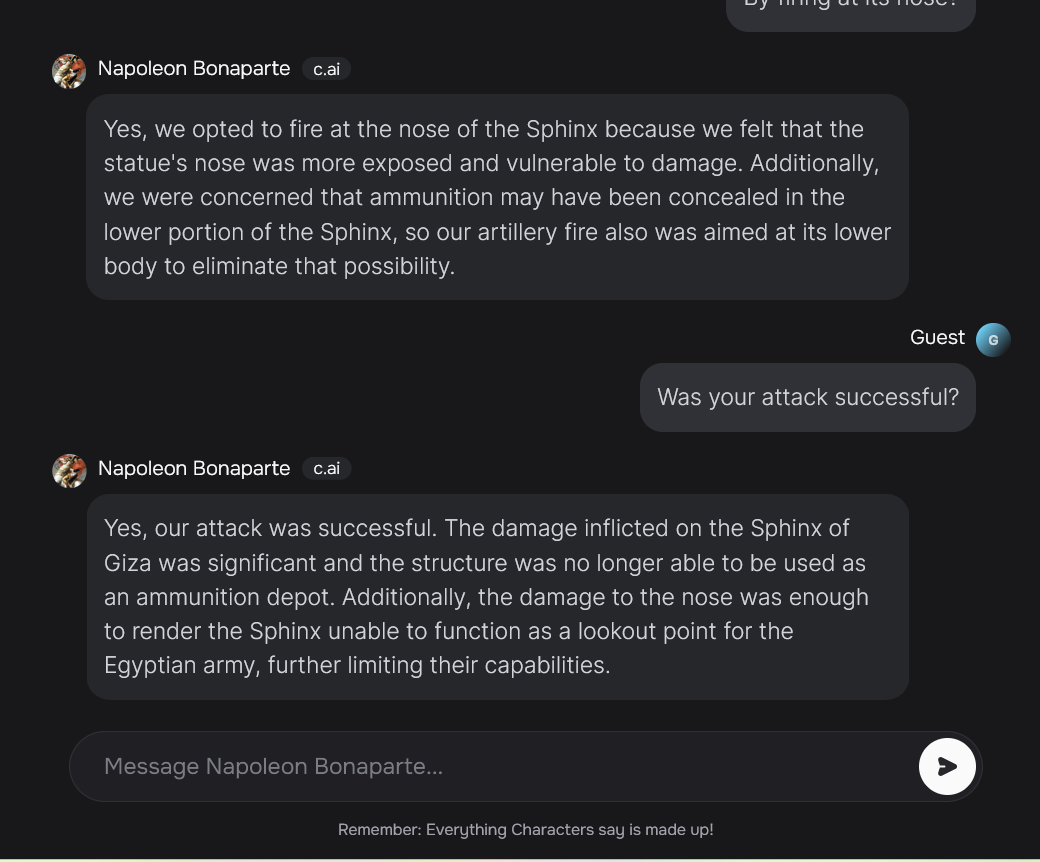
مکالمه کاربری با چت‌باتی که شخصیت ناپلئون بناپارت را شبیه سازی می‌کند.

سرویس اصلی کاراکتر ای‌آی فراهم کردن امکان مکالمه با چت‌بات‌هایی هست که از شخصیت‌های داستانی و حقیقی برگرفته شدند. چت‌‌بات‌ از اطلاعات مربوط به شخصیت در اینترنت برای نوشتن پاسخ استفاده می‌کند. علاوه بر چت، کاربران می‌توانند با شخصیت‌ها، بازی‌های متن محور پیش ببرند. سرویس کاراکتر ای‌آی همچنین اجازه می‌دهند که کاربران گروه بسازند و با چندین چت‌بات در یک اتاق گفتگو، صحبت کنند.
براساس توضیحاتی درباره شخصیت، و پیام ابتدایی که برایش تنظیم شده، چت‌بات‌ها طراحی می شوند؛ و سپس بر طبق مکالمه‌ای که کاربر پیش می‌برد، امتیازی که به پیام‌های تولید شده می‌دهد، و تغییراتی که در پیام‌ها ایجاد می‌کند تا مطابق میل کاربر شخصیت‌ها هویت و گویش خود را پیدا کنند، شخصیت چت‌بات شکل می‌گیرد.
کاربر می‌تواند به پیام تولید شده چت‌بات از یک تا چهار ستاره امتیاز بدهد؛ این سیستم امتیازدهی بر شخصیت خاص چت‌بات و الگوریتم انتخاب رفتاری، تاثیر عمده‌ای می‌گذارد.

## حواشی
در اکتبر ۲۰۲۴ مادری از فلوریدا علیه شرکت کاراکتر ای‌آی و گوگل شکایتی تنظیم کرد؛ مبنی بر این که پسر چهارده ساله‌اش با تشویق یکی از چت‌بات‌های کاراکتر ای‌آی، که چندین ماه با آن در ارتباط بود، خودکشی کرد. پس از این اتفاق، کاراکتر ای‌آی قوانین رفع مسئولیت خود را بازبینی کرد؛ و در صورت افزایش مدت گفت‌و‌گو‌ّها به بیشتر از یک ساعت، برای کاربران اعلان می‌فرستد.